# Agustina Heyermann
Agustina Heyermann (Antofagasta, 3 de agosto de 2004) es una futbolista chilena que juega como delantera y su equipo actual es Universidad Católica de Primera División de fútbol femenino de Chile.

## Trayectoria
Heyermann llegó a Universidad Católica en 2016, a la edad de 11 años, siendo inscrita en el equipo sub-17 al año siguiente. Debutó en el primer equipo en 2022, convirtiéndose en la goleadora del equipo con siete goles. En enero de 2023 firmó su primer contrato profesional.  
En 2023, anotó trece goles con las cruzadas, formando una exitosa dupla de ataque junto a su compañera Millaray Cortés  y renovando su contrato hasta finales de 2025. 

## Selección nacional
En la categoría sub-20, Heyermann formó parte de la selección chilena en los Juegos Suramericanos de 2022. 
Hizo su debut a nivel adulto en la victoria por 1-0 contra Perú el 1 de diciembre de 2023, reemplazando a Yenny Acuña en el minuto 77.  Posteriormente, jugaría nuevamente en la victoria por 6-0 contra las mismas oponentes el 5 de diciembre de 2023. 

## Clubes
| Club                 | País  | Año           |
| -------------------- | ----- | ------------- |
| Universidad Católica | Chile | 2022-presente |